# Hästnäsviken

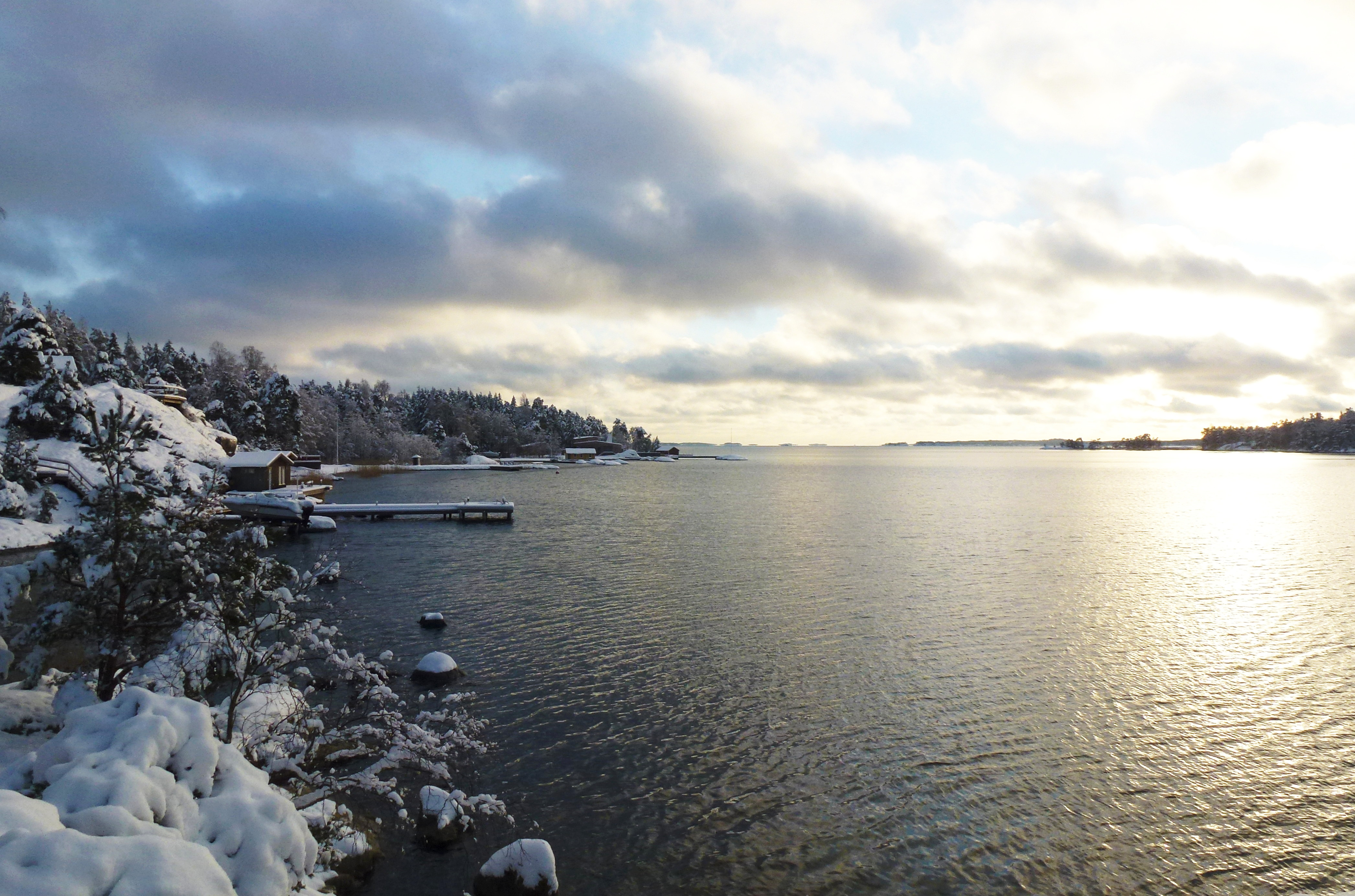
Hästnäsviken, vy söderut i januari 2015.

Hästnäsviken är en havsvik av Östersjön i Nynäshamns kommun. 
Viken sträcker sig i nord-sydriktning mellan Hästnäs i väst och Lisöhalvön i öst. Största djup är cirka nio meter. I viken liggen ön Skötskär. Vid viken återfinns två intressanta byggnader, ritade av Sveriges främsta arkitekter. Längst i norr ligger arkitekten Gunnar Asplunds sommarhus Stennäs från 1937 och längre söderut intill östra stranden märks arkitekten Ralph Erskines iglooliknande Villa Engström, som han ritade 1955.